# Канан Банана
Канан Содиндо Банана (енгл. Canaan Sodindo Banana; Есифезини, 5. март 1936 — Лондон, 10. новембар 2003) био је методистички свештеник и први председник државе Зимбабве.

## Биографија
Рођен је у тадашњој Јужној Родезији (данашњи Зимбабве). Мајка му је била из Зимбабвеа, а отац из Малавија.
Школовао се у мисионарским школама. За свештеника је био заређен 1961. године. Годину дана касније се оженио.
Често је био хапшен током колонијалне власти, а особито се жестоко противио расистичкој влади којој је на челу био Ијан Смит.
Након стицања независности Зимбабвеа 1980. године, постао је председник и први црначки вођа државе. Године 1982, донесен је закон који је бранио да се становништво изругује његовом имену. Био је церемонијални председник. Године 1987, заменио га је Роберт Мугабе.
Године 1997, оптужен је за содомију, осуђен на 10 година затвора, девет условно. Одслужио је само шест месеци казне. Умро је 2003. године у Лондону од рака. Џенет, његова жена, затражила је азил у октобру 2000. године.